# Superammasso del Boote
Il Superammasso del Boote è un superammasso di galassie situato in direzione della costellazione del Boote al confine con il Superammasso della Corona Boreale con il quale è probabilmente connesso tramite un filamento di galassie, e con il Vuoto del Boote, un'area di universo con una minima concentrazione di galassie (fino ad ora ne sono state identificate meno di un centinaio) del diametro di circa 300 milioni di anni luce.
Nel Superammasso del Boote sono presenti due concentrazioni di ammassi di galassie denominati SCL 349 e SCL 351, posti rispettivamente a 830 milioni e 1 miliardo di anni luce dalla Terra.
| Nome ammasso (Abell) | R.A.       | Dec.       | Redshift (z) | Distanza (milioni di anni luce) | Ricchezza dell'ammasso |
| -------------------- | ---------- | ---------- | ------------ | ------------------------------- | ---------------------- |
| Abell 1781           | 13h 4m 5s  | +29° 51′ : | 0,0606       | 820                             | 0                      |
| Abell 1795           | 13h 49m 0s | +26° 35′ : | 0,0619       | 840                             | 2                      |
| Abell 1825           | 13h 58m 0s | +20° 39′ : | 0,0583       | 790                             | 0                      |
| Abell 1827           | 13h 58m 2s | +21° 42′ : | 0,0642       | 870                             | 1                      |
| Abell 1828           | 13h 58m 4s | +18° 23′ : | 0,0611       | 840                             | 1                      |
| Abell 1831           | 13h 59m 2s | +27° 59′ : | 0,0603       | 815                             | 1                      |
|                      |            |            |              |                                 |                        |
| Abell 1775           | 13h 41m 9s | +26° 22′ : | 0,0705       | 950                             | 2                      |
| Abell 1800           | 13h 49m 7s | +28° 04′ : | 0,0743       | 1000                            | 0                      |
| Abell 1861           | 14h 07m 5s | +27° 49′ : | incerto      | incerta                         | 1                      |
| Abell 1873           | 14h 11m 7s | +28° 09′ : | 0,0764       | 1025                            | 0                      |
| Abell 1898           | 14h 20m 6s | +25° 09′ : | 0,0762       | 1025                            | 1                      |

## Galleria d'immagini

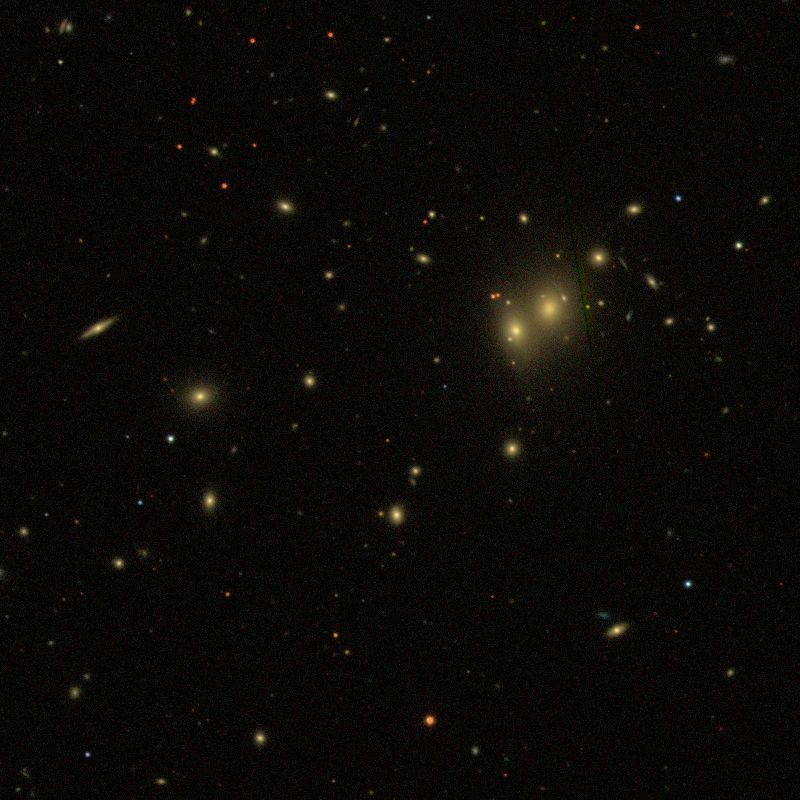
Abell 1775
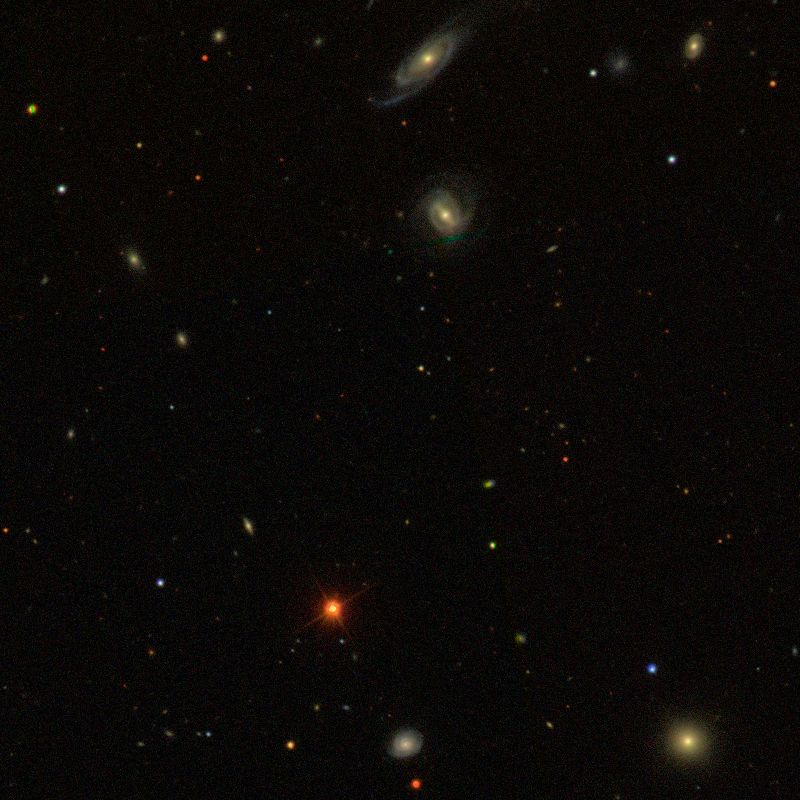
Abell 1781
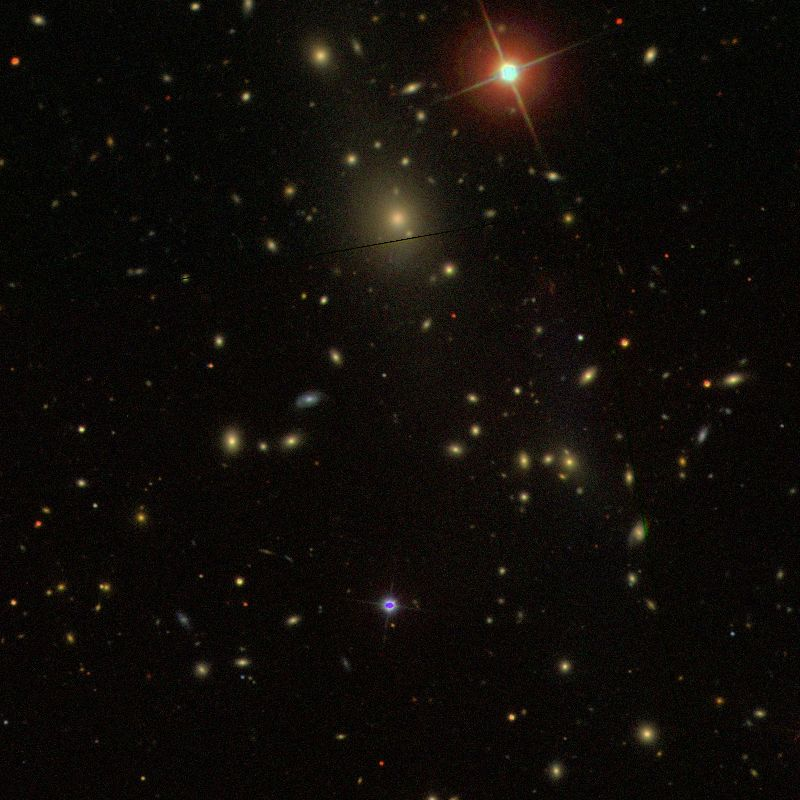
Abell 1795
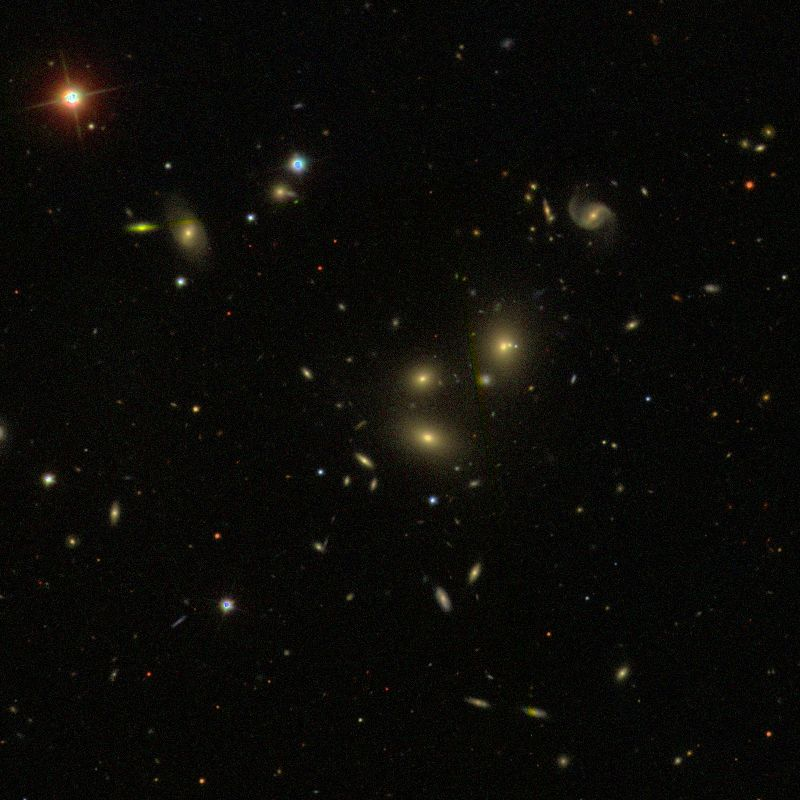
Abell 1825
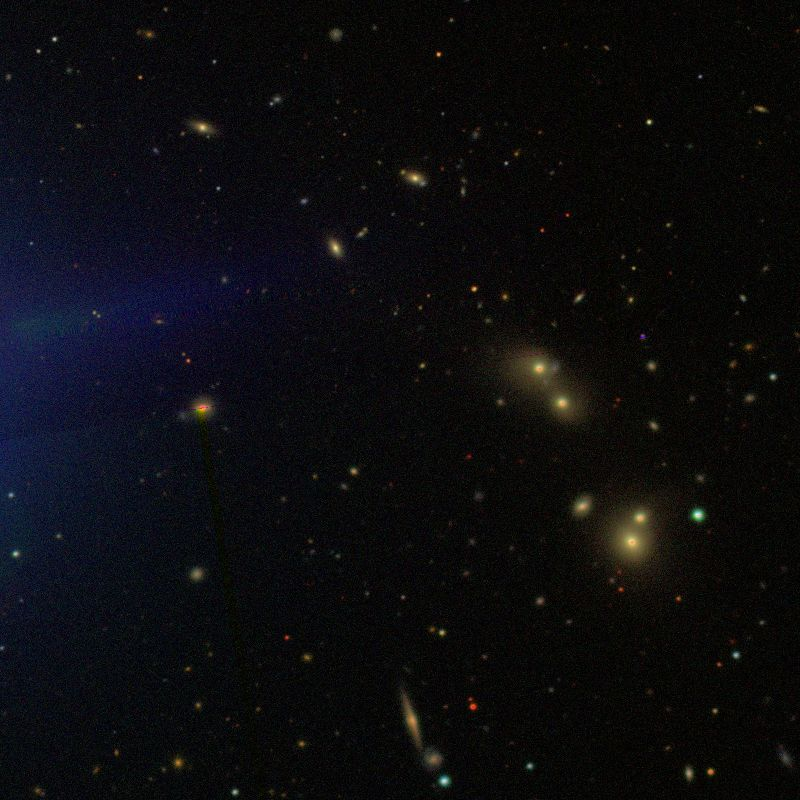
Abell 1827
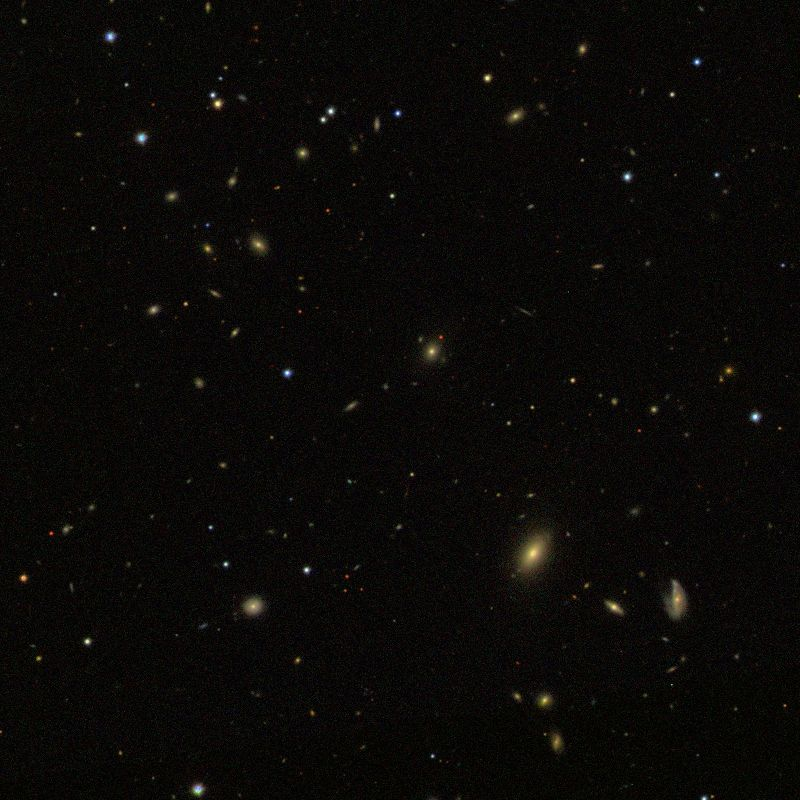
Abell 1828
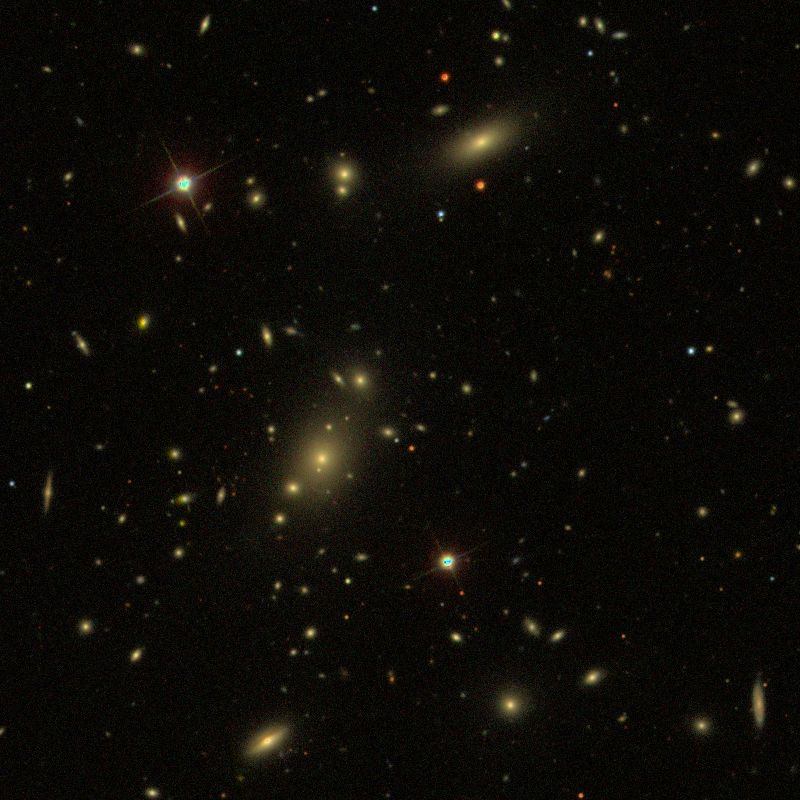
Abell 1831
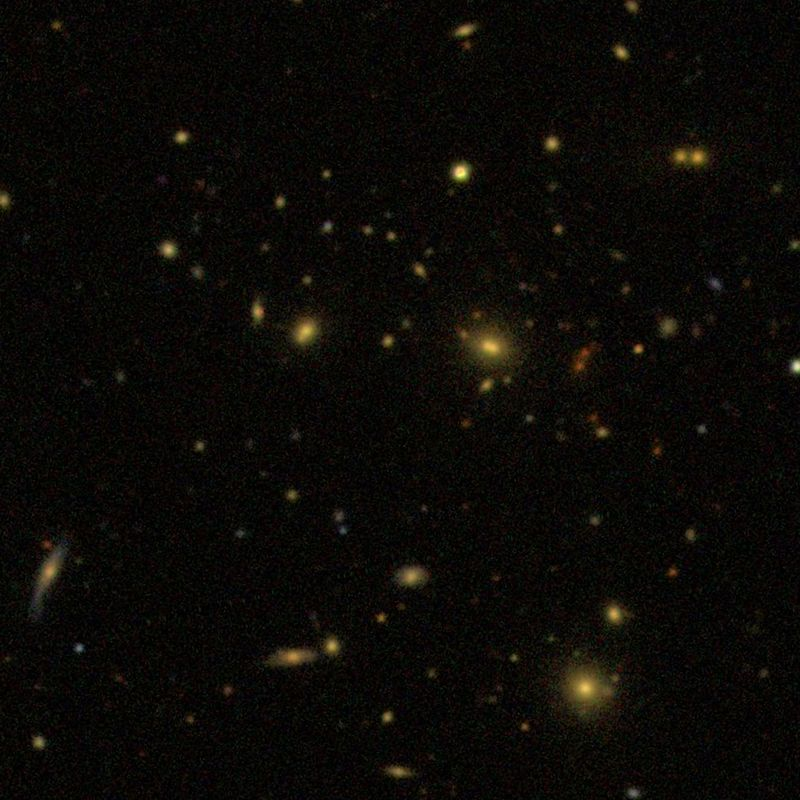
Abell 1961